# 東威爾斯
東威爾斯是一個指威爾斯東部地區的術語。

## 使用
英國國家統計署將東威爾士作為其最高級別的分區（二級統計區），指威爾斯的東部。東威爾斯下有波伊斯、弗林特郡和雷克瑟姆、蒙茅斯郡和纽波特以及加的夫和格拉摩根谷。東威爾斯以外的地區被稱為 「西威爾士和山谷」。

## 著名人物
- 安努林·贝文

## 名勝古蹟
- 奥法堤